# IPhone 8 Plus
iPhone 8 Plus（アイフォーン エイト プラス）は、Appleが開発・販売したiPhoneの第11世代目のモデルである。

## 詳細
iPhone 7 Plusの後継機種である。SoCはApple A11 Bionicを搭載。Taptic EngineとiPhone 6sから搭載されている3D Touchを採用している。通信はLTE-Advancedに対応する。
外観は、iPhone 6 Plus、iPhone 6s Plus、iPhone 7 Plusに似ているが、ガラスとアルミフレームを組み合わせた構造に変わっている。画面、背面ともにより強化されたカスタムガラスを使用している。背面のカラーバリエーションはシルバー、ゴールド、スペースグレイ、プロダクトレッドの4色。アルミフレームはそれに合わせたカラーになっている。iPhone 8 PlusはIP67等級の耐水・防塵耐性を有する。
iPhone 7 Plusよりも重量は14g増えている。
画面サイズはiPhone 6 Plus/6s Plus/7 Plusと同様5.5インチスクリーン。新たにTrue Toneに対応したRetina HDディスプレイを採用している。
ワイヤレス充電(Qi準拠)に対応し、高音質コーデックであるEnhanced Voice Services(EVS-WB)に対応している。画面比率16:9でフルHD(1920×1080)に対応した事実上最後のiPhoneである。
- 2018年
  - 3月30日、iOS 11.3とキャリア設定アップデートより、NTTドコモのPREMIUM 4Gで最大受信速度594Mbpsのデータ通信に対応した[5]。
  - 4月、(PRODUCT)RED™モデルを発売開始[6]、au とソフトバンクからは13日、NTTドコモは14日から[7]。
  - 9月13日、iPhone 8と同様に(PRODUCT)RED™モデルが販売終了。
- 2019年9月11日、iPhone 8と同様に256GBモデルの販売が終了し128GBモデルの発売を開始。
- 2020年4月16日、iPhone SE (第2世代)の発売に伴い、終売[8]。
- 2023年6月7日にWWDC23基調講演で発表されたiOS 17では、iPhone 8 / iPhone Xと共にサポート対象外となった。iOS 16.7.11へのセキュリティアップデートが2025年4月現在提供されている[9]。

## ソフトウェア
iPhone 8 Plusは出荷開始時はiOS 11がプリインストールされていた。
HEIFとHEVCでの保存に対応している。

## 通信形式
- LTE-Advanced FDD-LTE（バンド1、2、3、4、5、7、8、11、12、13、17、18、19、20、21、25、26、28、29、30、66） TD-LTE（バンド34、38、39、40、41、42）
- 3G

TD-SCDMA 1,900（F）、2,000（A）
CDMA EV-DO Rev. A（800、1,900、2,100MHz）
UMTS/HSPA+/DC-HSDPA（850、900、1,700/2,100、1,900、2,100MHz）
- 2G GSM/EDGE（850、900、1,800、1,900MHz）
- MIMO対応IEEE802.11ac Wi-Fi
- Bluetooth 5.0ワイヤレステクノロジー
- リーダーモード対応NFC
- エクスプレスカード
- FeliCa

## 不具合
一部のユーザからバッテリが膨張しているという報告が上がって、Appleは現在調査中とコメントした。対応としては基本的には本体交換が行われる（保証期間内は無償）。
通話中にノイズが発生する問題があったが、iOS 11.0.2で修正された。

## 付属品
以下の物が含まれる。
- EarPods with Lightning Connector
- Lightning - USBケーブル
- 5W USB電源アダプタ
- マニュアル

## 急速充電（USB-PD充電）の仕様
iPhone 8 Plusを急速充電するにはApple USB-C - Lightningケーブルと18W以上のApple USB-C電源アダプタ（または同仕様のUSB-PD充電器）を使用する必要がある。急速充電を行うと30分で50%まで充電できる。18W以上のApple USB-C電源アダプタを使用しても18W電源アダプタと同じ出力になる。iMacのUSB-Cポートでは15Wでの急速充電が出来る。またiPadに付属する10Wもしくは12W電源アダプタを使用すれば、付属する5W電源アダプタより、速く充電出来る。